# Fre dinàmic

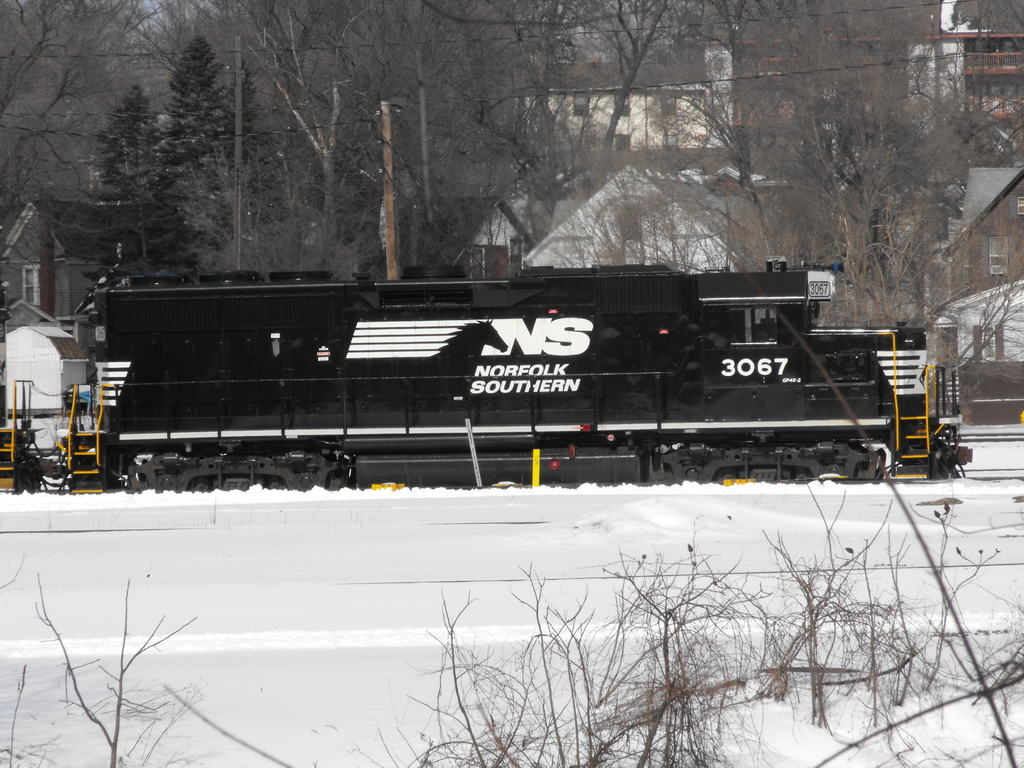
Locomotora EMD GP40-2 equipada amb fre dinàmic. Al centre i a dalt de la locomotora pot veure la reixeta de ventilació de les resistències del fre reostàtic.

El fre dinàmic s'aplica quan els motors elèctrics de tracció d'un vehicle s'usen com a generadors per disminuir la velocitat d'aquell. S'anomena  fre reostàtic  quan l'electricitat generada es dissipa en forma de calor mitjançant resistències, i fre regeneratiu quan l'energia produïda torna a la línia d'alimentació on s'emmagatzema en bateries per al seu futur ús. El fre dinàmic redueix el desgast dels components del sistema de fre convencional i, addicionalment, pot reduir el consum d'energia.

## Funcionament
Durant la frenada, els camps dels motors estan connectats al generador principal (locomotora dièsel-elèctrica) o a la línia d'energia (locomotora elèctrica), mentre que els rotors estan connectats a un banc de resistències o a la línia d'alimentació. Les rodes de la locomotora fan girar el rotor dels motors i si els camps estan excitats, aquests motors actuen com a generadors.
Durant la frenada dinàmica dels motors de tracció, estan funcionant com a generadors i connectats al banc de resistències de frenada, les quals imposen una gran càrrega en el circuit elèctric, causant que disminueixi la rotació dels motors. Variant la quantitat d'excitació en els camps dels motors i la quantitat de resistència imposada al circuit mitjançant el banc de resistències, es pot frenar de forma efectiva uns 2 o 3 km/h.
Per als motors amb imant permanent, la frenada dinàmica és fàcilment realitzable curtcircuitant els seus terminals, fent que el motor faci una parada sobtada. Aquest mètode, però, dissipa tota l'energia en forma de calor en el mateix motor, i no pot usar-se d'una altra manera que no sigui en forma intermitent i a baixa potència, a causa de les limitacions en la refrigeració dels motors. No és adequat per a aplicacions de tracció.

## Fre reostàtic
L'energia elèctrica produïda pels motors es dissipa en forma de calor mitjançant un banc de resistències. Calen grans ventiladors per refredar les resistències i evitar que es danyin. Els sistemes moderns monitoren la temperatura, de manera que si la temperatura del banc assoleix valors excessius es desconnecta, i torna a funcionar només amb el sistema de frens.

## Fre regeneratiu
En els ferrocarrils electrificats s'utilitza un sistema similar, el fre regeneratiu, mitjançant el qual l'electricitat produïda retorna a la línia d'alimentació per a ser usada per altres locomotores, en lloc de ser dissipada com a calor. És pràctica habitual utilitzar conjuntament el fre regeneratiu i el reostàtic. Si la línia no està  "receptiva" , és incapaç d'absorbir el corrent, el sistema canviarà al mode reostàtic per proveir l'efecte de frenada.
En les locomotores de maniobres amb energia emmagatzemada pròpia, el sistema permet recuperar part de l'electricitat, que d'altra manera es perdria en forma de calor. N'és un exemple el model Green Goat, usat pel Canadian Pacific Railway, el BNSF Railway, el Kansas City Southern Railway i l'Union Pacific Railroad.